# Haag (Feldkirchen-Westerham)
Haag ist ein Ortsteil der Gemeinde Feldkirchen-Westerham im Landkreis Rosenheim und hat 11 Einwohner (Stand 31. Dezember 2019).

## Geographie
Die Einöde Haag liegt im Norden der Gemeinde zwischen Unterlaus und Großhöhenrain auf einer Höhe von 606 m ü. NN.

## Verkehr
Etwa 150 Meter südlich von Haag verläuft die Kreisstraße RO 3 (Lauser Straße), die Unterlaus über Elendskirchen mit Großhöhenrain verbindet.